# École polytechnique
Die École polytechnique (französisch oft kurz l’X ‚die X‘ genannt) zählt zu den beiden angesehensten und selektivsten unter den für Frankreich typischen, als Grandes écoles bezeichneten Elitehochschulen. Die École polytechnique bietet das Ingenieurstudium polytechnicien und zweijährige Masterstudien sowie Promotionsstudien an. Sie war Gründungsmitglied der Universität Paris-Saclay, ist jedoch seit dem Sommer 2019 Teil des Institut polytechnique de Paris.
Die Hochschule wurde im Jahr 1794 während der Französischen Revolution in Paris unter anderem von dem Mathematiker Gaspard Monge und dem Chemiker Claude-Louis Berthollet gegründet und wurde 1804 von Napoleon I zu einer Militärakademie erklärt. Auch heute noch ist sie dem Verteidigungsministerium unterstellt. Die Studiendauer für den Polytechnicien beträgt heute vier Jahre (Studiendauer insgesamt 6 Jahre), wobei das letzte Jahr als Anwendungsstudium in einer anderen Universität (in Frankreich oder im Ausland) verbracht wird. Der Abschluss heißt Ingénieur de l’École polytechnique. Unter den Absolventen befinden sich viele Persönlichkeiten aus Wirtschaft, Politik und Wissenschaft, beispielsweise drei Nobelpreisträger, ein Fields-Medaillen-Gewinner, sowie drei französische Präsidenten und vier Marschälle von Frankreich.

## Geschichte
Sie wurde am 1. März 1794 als École centrale des travaux publics in Paris gegründet und sollte dem Mangel an Ingenieuren und Naturwissenschaftlern abhelfen. Die Gründung ergab sich daraus, dass Frankreich durch Preußen und Österreich nach der Hinrichtung König Ludwigs XVI. (21. Januar 1793) der Krieg erklärt worden war und dass zugleich viele der vorher vorhandenen Fachleute unter der Diktatur Robespierres (1793/94) emigriert, als Regimefeinde inhaftiert oder gar geköpft worden waren.
1795 erfolgte die Umbenennung in École polytechnique. Unter Kaiser Napoleon Bonaparte wurde sie im Jahr 1805 zur Ausbildungsstätte für technische Heeresoffiziere, insbesondere bei der Artillerie und im Pionierwesen, umgewidmet und dem Kriegsminister unterstellt.
Die École polytechnique wurde 1806 als Vorbild für die Gründung des Polytechnikums Prag und 1825 des Polytechnikums Karlsruhe benutzt.
Heute versteht sich die École polytechnique als technisch-naturwissenschaftlich orientierte Hochschule, die zugleich eine breite Allgemeinbildung vermittelt und Persönlichkeiten zu formen versucht, die als Führungskräfte in Staatsdienst und Wirtschaft fungieren können. Nur noch eine kleine Minderheit der Absolventen wird Berufsoffizier.
Eine kleine Zeittafel:

Übersichtsplan des Campus der École polytechnique

- 1794 wurde die École centrale des travaux publics (Zentralschule für Öffentliche Arbeiten) gegründet. Zu den Gründungsvätern zählten Lazare Carnot und Gaspard Monge.
- 1795 wurde die Schule in École polytechnique umbenannt. Die Studiendauer betrug zu jener Zeit zwei Jahre.
- 1798 nahmen 42 Professoren und Studenten an der Ägyptischen Expedition Napoleon Bonapartes teil.
- 1805 wurde die École zu einer Militärschule umgewidmet; sie erhielt die Devise: Pour la patrie, les sciences et la gloire („Für Vaterland, Wissenschaft und Ruhm“).
- 1936 wurde das erste Forschungslabor eingerichtet.
- 1970 wurde die École umstrukturiert zu einer Einrichtung, die überwiegend zivilen Ausbildungszielen dient. Sie blieb aber unter der Zuständigkeit des Verteidigungsministeriums.
- 1972 wurde die erste Studentin zugelassen.
- 1976 zog die École aus dem Pariser Quartier Latin nach Palaiseau, etwa 30 Kilometer südwestlich der Stadt. Hier verfügt sie über ein Gelände von 186 ha und etwa 155.000 m² Bürofläche. Heute sind 3200 Personen an der École polytechnique tätig.
- 1994 feiert die Schule ihr 200-jähriges Jubiläum.
- 2005 wurden die ersten Master-Abschlüsse vergeben.
- 2015 wurde der Lehrbetrieb an der neugegründeten Universität Paris-Saclay aufgenommen.

## Studenten und Studium

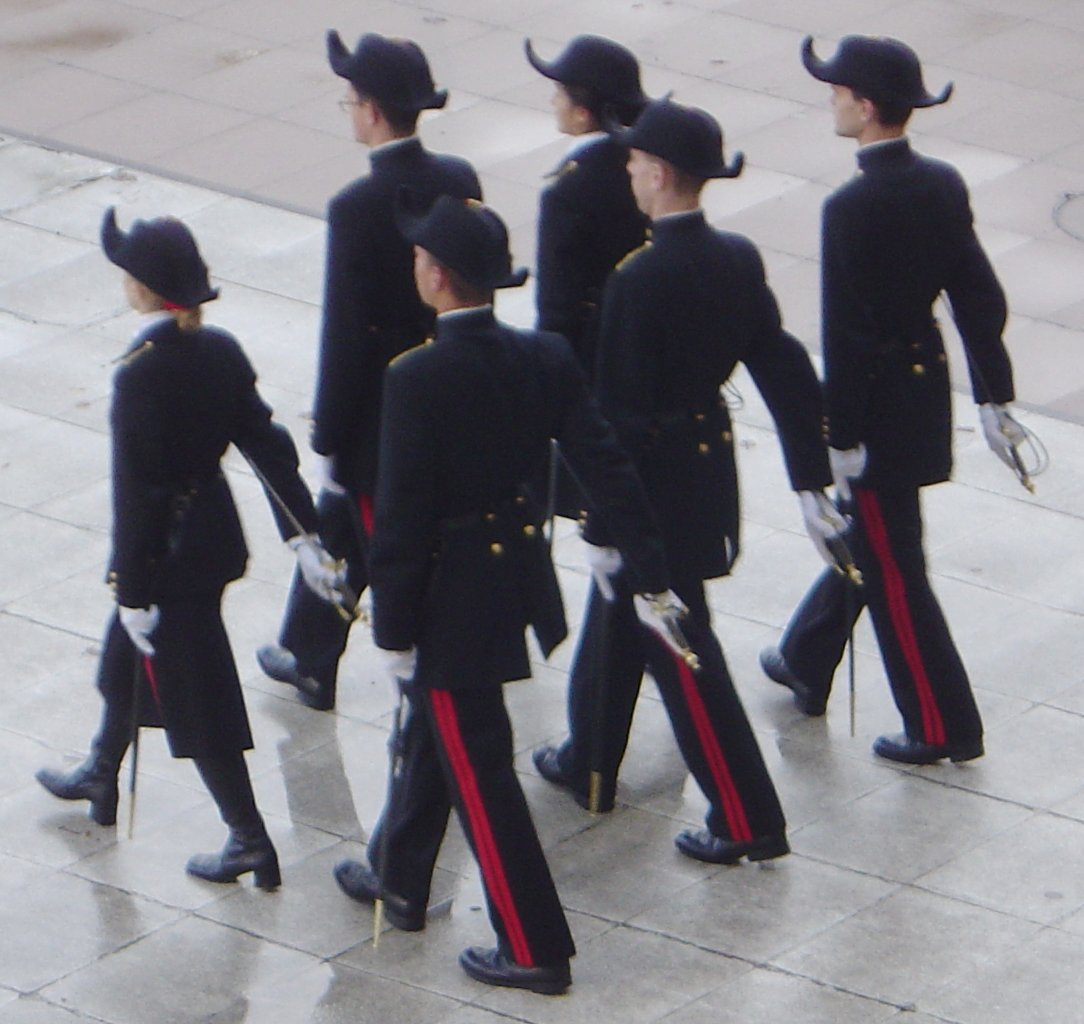
Studenten der École polytechnique in ihrer Paradeuniform

Die Bewerber für die knapp 500 Studien- und Internatsplätze, die jährlich vergeben werden, müssen sich einem Aufnahmewettbewerb (concours) unterziehen. In aller Regel haben sie, um hierbei überhaupt eine Chance zu haben, zuvor zwei Jahre Vorbereitungsklassen (classes préparatoires) absolviert, die an ausgewählten Gymnasien für ihrerseits schon ausgewählte Abiturienten angeboten werden. Am concours können auch Ausländer teilnehmen. Ein Teil davon (die meist aus ehemaligen französischen Kolonien oder Protektoraten kommen und entweder dort oder in Frankreich Vorbereitungsklassen besucht haben) nimmt am concours wie die Franzosen teil, die anderen wurden in ihren Universitäten der ganzen Welt ausgewählt und konkurrieren in einem concours international um die wenigen Plätze. Seit 1972 sind auch Frauen zugelassen.
Die Studenten der École polytechnique (wie auch die der anderen grandes écoles) werden nicht als Studenten (étudiants) bezeichnet, sondern als Schüler (élèves). Das rührt von der Bezeichnung der Hochschule als école (Schule) und nicht als Universität her.
Diejenigen Bewerber, die beim concours leer ausgegangen sind, d. h. die Mehrzahl, kommen entweder an anderen Elitehochschulen unter (denn meist bewirbt man sich an mehreren zugleich) oder sie wechseln auf eine Universität. Hierbei werden ihnen die zwei Jahre Vorbereitungsklasse in der Regel voll auf das betreffende Studium angerechnet und sie gelten keineswegs als Versager, sondern als bestes „Studentenmaterial“.
Das erste Studienjahr an der École polytechnique umfasst, der militärischen Tradition der Hochschule gemäß, einen zehnmonatigen Grundwehrdienst oder einen Wehrersatzdienst, der mit der Beförderung zum Reserveoffizier abschließt. Auch während ihrer gesamten Ausbildung gelten die (französischen) Polytechniciens als Militärs, bekommen einen Sold und tragen bei offiziellen Anlässen Uniform. Die Ausländer dürfen die Uniform auch tragen, sie sind aber nicht Militär (sie bekommen aber meist ein Stipendium). Die Hochschule ist dem Verteidigungsministerium unterstellt und der Rektor ist ein General.
Da der Lehrplan mehr allgemeinbildend als fachspezifisch ist (viel Mathematik und Physik, aber auch mindestens zwei Fremdsprachen, Geschichte, Stilistik und Vortragstechniken sowie Sport), besteht das vierte und letzte Studienjahr aus einer technischen oder wissenschaftlichen Spezialausbildung an einer einschlägigen Institution im In- oder Ausland.
Die Studienplätze der École polytechnique sind äußerst begehrt, weshalb sich zum concours jeweils ein Vielfaches der Zahl der anschließend Aufgenommenen meldet. Entsprechend hoch sind die Anforderungen in dem Prüfungsverfahren, das sich unter der Hand auch auf die Fähigkeit der Bewerber bezieht, gewandt und selbstbewusst aufzutreten. Hoch sind auch die Anforderungen im Studium selbst, doch wird dieses von den einmal Aufgenommenen fast immer problemlos durchlaufen. Ein Studienabbruch ist äußerst selten und meist durch disziplinarische Probleme verursacht. Um in die grands corps de l'État (höchste Posten im Staatsdienst) aufgenommen zu werden, ist ein sehr guter Platz auf der Rangliste der Absolventen notwendig. Je höher jemand in dieser Rangliste figuriert, desto größer sind seine Wahlmöglichkeiten bei den verfügbaren Posten. Schwierigkeiten unterzukommen erleben aber auch die weniger gut Platzierten nicht.
Die Studenten werden nach promotion (Eintrittsjahr in die Ecole polytechnique) klassifiziert, so bedeutet X1965 Beginn des Studiums 1965.

## Fakultäten
Gelehrt werden Mathematik, Physik und andere Naturwissenschaften, Mechanik, Sozial- und Wirtschaftswissenschaften, Fremdsprachen und Kulturtechniken.
Das Lehrpersonal rangiert in Status und Prestige deutlich über dem der Universitäten. Wie an allen grandes écoles wird ein Teil der Lehre nebenamtlich von Führungskräften in Staat und Wirtschaft erteilt, die einen engeren Praxisbezug des Studiums herstellen.
Es gibt zehn Fakultäten:
- Fakultät für Biologie
- Fakultät für Chemie
- Fakultät für Informatik
- Fakultät für Mathematik

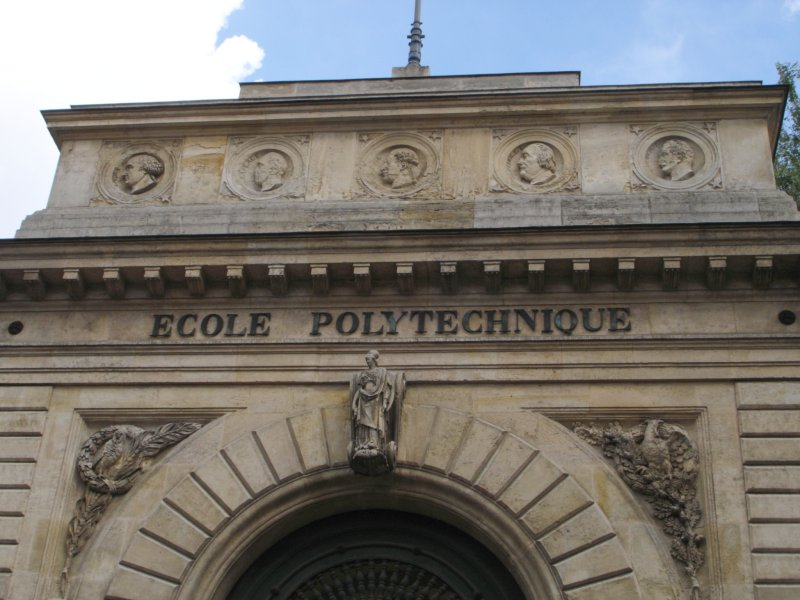
Portal der ehemaligen École polytechnique im Quartier Latin

- Fakultät für Angewandte Mathematik
- Fakultät für Mechanik
- Fakultät für Physik
- Fakultät für Wirtschaftswissenschaft
- Fakultät für Gesellschaftswissenschaften
- Fakultät für Sprachen

## Internationalität
Die École polytechnique unterhält Kooperationen mit vielen Partneruniversitäten auf der ganzen Welt. 35 % der Schüler gehen in ihrem 4. Jahr des Studiums an eine der Partneruniversitäten bzw. sind in einem Doppelabschlussprogramm eingeschrieben. Insbesondere besitzt sie enge partnerschaftliche Beziehungen zu nordamerikanischen Universitäten wie Stanford, MIT, UC Berkeley, CALTECH und der Columbia-Universität.

## Bekannte Absolventen
Die Jahreszahl in Klammer bezeichnet das Datum des Eintritts in die Ecole polytechnique.

### Wissenschaft
- Siméon Denis Poisson (1798), Mathematiker
- François Arago (1803), Physiker und Astronom
- Augustin Jean Fresnel (1804), Erfinder der Fresnellinse
- Augustin Louis Cauchy (1805), Mathematiker und Physiker, Entdecker der Cauchy-Folge
- Gustave Coriolis (1808), Entdecker der Corioliskraft
- Nicolas Léonard Sadi Carnot (1812), Physiker, Entdecker des ersten und zweiten Hauptsatzes der Thermodynamik
- Michel Chasles (1812), Mathematiker
- Émile Clapeyron (1816), Physiker
- Henri Becquerel (1872), Entdecker der Radioaktivität, erhielt 1903 den Nobelpreis für Physik
- Henri Poincaré (1873), Mathematiker und Physiker, Pionier der mathematischen Topologie, Mitbegründer der speziellen Relativitätstheorie
- Albert Caquot (1899), Ingenieur
- Alfred Sauvy (1920 S), Demograph, Wirtschaftswissenschaftler, Professor am Collège de France
- Maurice Allais (1931), 1988 Nobelpreisträger in Wirtschaft
- Benoît Mandelbrot (1944), Mathematiker, Entdecker der Mandelbrot-Menge und Initiator der Fraktale
- Robert Dautray (1949), Hochkommissar der Atomenergiebehörde CEA
- Jean Tirole (1973), 2014 Nobelpreisträger in Wirtschaft

### Industrie
- Fulgence Bienvenüe (1870), Vater der Pariser U-Bahn (métro)
- Conrad Schlumberger (1898), Mitgründer des Erdölunternehmens Schlumberger
- André Citroën (1898), Gründer des Automobilunternehmens Citroën
- Auguste Detoeuf (1902), erster Vorstandsvorsitzender von Alstom
- Jean Panhard (1933), Vorstandsvorsitzender von Panhard (Automobil)
- Serge Dassault (1946), Vorstandsvorsitzender der Dassault Group
- Jean-Marie Descarpentries (1956), Vorstandsvorsitzender von CarnaudMétalBox und Bull Computer
- Michel Enneisser (1958), Vorstandsvorsitzender von Servair
- Michel Pébereau (1961), Vorstandsvorsitzender von BNP Paribas
- Etienne Pflimlin (1961), Vorsitzender von Crédit Mutuel
- Pierre Richard (Bankier) (1961), Vorsitzender von Dexia
- Didier Lombard (1962), Vorstandsvorsitzender France Télécom
- Jean-Martin Folz (1966), früher Vorstandsvorsitzender PSA Peugeot Citroën
- Gérard Mestrallet (1968), Vorstandsvorsitzender der Gruppe Suez
- Bernard Arnault (1969), Vorstandsvorsitzender von LVMH
- Carlos Ghosn (1974), Vorstandsvorsitzender von Nissan und Renault
- Jean-Marie Messier (1976), früherer Vorsitzender von Vivendi Universal
- Gilles Michel (1974), Generaldirektor von Citroën
- Fabrice Brégier (1980), leitender Manager von Airbus
- Patrick Pouyanné (1986), Vorstandsvorsitzender von TotalEnergies
- Patrick Ky (1986), Exekutivdirektor der European Aviation Safety Agency
- Arthur Mensch (2011), Mitgründer von Mistral AI

### Politische Persönlichkeiten

#### Staatspräsidenten von Frankreich
- Sadi Carnot (1857)
- Albert Lebrun (1890)
- Valéry Giscard d’Estaing (1944), seit 2001 auch Präsident des Europäischen Konvents (Entwurf der Europäischen Verfassung 2003)

#### Minister in Frankreich
- Charles Gilbert Tourret (1814)
- Louis-Nathaniel Rossel (1862)
- Albert Lebrun (1890)
- Raoul Dautry (1900), Rüstungsminister
- Pierre Guillaumat (1928), Verteidigungsminister
- André Giraud (1944), Industrie- und Verteidigungsminister
- Francis Mer (1959)
- Christian Sautter (1960)
- Paul Quilès (1961)
- François Loos (1973)
- Élisabeth Borne (1981), Premierministerin
- Nathalie Kosciusko-Morizet (1992)

#### Andere politische Persönlichkeiten
- Philippe Crozier (1875), französischer Diplomat und Botschafter in Österreich-Ungarn
- Jean-Jacques Servan-Schreiber (1947) Journalist, Essayist, Medienmanager, Linksintellektueller und Politiker
- Jacques Attali (1963), Berater des ehemaligen französischen Staatspräsidenten François Mitterrand und Autor
- Alain Lipietz (1966), Mitglied des Europäischen Parlaments
- Charbel Nahas (1967), libanesischer Minister für Arbeit und Soziales
- Chakib Benmoussa (1979), marokkanischer Innenminister

### Andere bekannte Polytechniciens
- Auguste Comte war unter den ersten Polytechniciens im Jahr 1814, bis sein Jahrgang 1816 unter der Restauration heimgeschickt wurde.
- Alfred Dreyfus (1878), Offizier
- Émile Rimailho (1884), Ingenieur, Artillerieoffizier, Waffentechniker, Industriefunktionär und Arbeitssoziologe
- Jean Borotra (1920), Tennisspieler
- Louis Armand (1924), Präsident der französischen Staatsbahn SNCF
- Jean Couzy (1942), Bergsteiger: Erstbesteigung des Makalu mit Lionel Terray und des Annapurna
- Bertrand Herz (1951), Präsident des Internationalen Komitees Buchenwald-Dora und Kommandos
- Claude Lelaie (1965), Senior Vice President der Flight Division von Airbus, erster Pilot des A380
- Rose Dieng-Kuntz (1976), Informatikerin
- Jean-François Clervoy (1978), Astronaut, 3 Raumflüge
- Philippe Perrin (1982), Astronaut, 1 Raumflug